# Wolfgang Hirschmann (Musikwissenschaftler)
Wolfgang Hirschmann (geboren 1960 in Fürth) ist ein deutscher Musikwissenschaftler.
Wolfgang Hirschmann studierte von 1979 bis 1985 Musikwissenschaft, deutsche Literaturgeschichte und Theaterwissenschaften an der Universität Erlangen, an der er 1985 mit der Arbeit Studien zum Konzertschaffen von Georg Philipp Telemann promoviert wurde. Im Anschluss war er wissenschaftlicher Mitarbeiter in Erlangen und Stipendiat der Deutschen Forschungsgemeinschaft, bis er 1999 in Erlangen habilitiert wurde. Der Titel seiner Habilitationsschrift lautete Auctoritas und Imitatio. Studien zur Rezeption von Guidos Micrologus in der Musiktheorie des Hoch- und Spätmittelalters.
Zunächst als Privatdozent, ab 2002 als Akademischer Rat lehrte er in Erlangen, wo er im Jahr 2005 eine außerplanmäßige Professur am Musikwissenschaftlichen Institut erhielt. Im März 2007 folgte die Berufung auf den Lehrstuhl für Historische Musikwissenschaft an die Universität Halle-Wittenberg in Nachfolge von Wolfgang Ruf. Seit 2009 ist er – ebenfalls in Nachfolge von Wolfgang Ruf – Präsident der Georg-Friedrich-Händel-Gesellschaft, einer internationalen Vereinigung, die unter anderem seit 1955 mit der Hallischen Händel-Ausgabe eine historisch-kritische Gesamtausgabe der Werke des Komponisten Georg Friedrich Händel (1685–1759) herausgibt.
Hirschmann war auch Leiter eines Seminars, das 1710/11 in Eisenach uraufgeführte, jedoch zwischenzeitlich verschollene Kantaten Georg Philipp Telemanns wiederaufarbeitete.
2022 wurde Hirschmann der Händel-Preis der Stadt Halle zuerkannt.

## Publikationen (Auswahl)
- Studien zum Konzertschaffen von Georg Philipp Telemann. Bärenreiter, Kassel 1986.

Als Herausgeber:
- mit Bernhard Jahn: Johann Mattheson als Vermittler und Initiator. Wissenstransfer und die Etablierung neuer Diskurse in der ersten Hälfte des 18. Jahrhunderts. Olms, Hildesheim 2010.
- Händels Messiah. Zum Verhältnis von Aufklärung, Religion und Wissen im 18. Jahrhundert (= Kleine Schriften des IZEA. Band 3). Mitteldeutscher Verlag, Halle 2011.
- mit Peter Wollny: Wilhelm Friedemann Bach und die protestantische Kirchenkantate nach 1750 (= Forum Mitteldeutsche Barockmusik. Band 1). Ortus-Musikverlag, Beeskow 2012.
- mit Bernhard Jahn: Johann Mattheson. Texte aus dem Nachlass. Olms, Hildesheim 2014.